# Раунд-Лейк (Вісконсин)
Раунд-Лейк (англ. Round Lake) — місто (англ. town) в США, в окрузі Соєр штату Вісконсин. Населення — 1081 особа (2020).

## Демографія
Згідно з переписом 2010 року, у місті мешкало 977 осіб у 457 домогосподарствах у складі 318 родин. Було 1270 помешкань
Расовий склад населення:
| - 95,8 % — білих - 1,8 % — корінних американців |

До двох чи більше рас належало 2,1 %. Частка іспаномовних становила 0,8 % від усіх жителів.
За віковим діапазоном населення розподілялося таким чином: 13,8 % — особи молодші 18 років, 59,8 % — особи у віці 18—64 років, 26,4 % — особи у віці 65 років та старші. Медіана віку мешканця становила 55,3 року. На 100 осіб жіночої статі у місті припадало 103,5 чоловіків;  на 100 жінок у віці від 18 років та старших — 103,9 чоловіків також старших 18 років.
Середній дохід на одне домашнє господарство  становив 79 389 доларів США (медіана — 64 091), а середній дохід на одну сім'ю — 89 080 доларів (медіана — 70 625). Медіана доходів становила 56 667 доларів для чоловіків та 41 587 доларів для жінок. За межею бідності перебувало 3,5 % осіб, у тому числі 2,4 % дітей у віці до 18 років та 1,7 % осіб у віці 65 років та старших.
Цивільне працевлаштоване населення становило 473 особи. Основні галузі зайнятості: освіта, охорона здоров'я та соціальна допомога — 26,6 %, виробництво — 12,3 %, мистецтво, розваги та відпочинок — 10,8 %, фінанси, страхування та нерухомість — 9,5 %.